# Comtés de l'État du Wisconsin
L’État américain du Wisconsin est divisé en 72 comtés (counties).
36 comtés ont un nom unique, tandis que chacun des 36 autres a un ou plusieurs homonymes dans d’autres États de l'Union.

## Liste des comtés
- Adams - Siège : Friendship
- Ashland - Siège : Ashland
- Barron - Siège : Barron
- Bayfield - Siège : Washburn
- Brown - Siège : Green Bay
- Buffalo - Siège : Alma
- Burnett - Siège : Meenon
- Calumet - Siège : Chilton
- Chippewa - Siège : Chippewa Falls
- Clark - Siège : Neillsville
- Columbia - Siège : Portage
- Crawford - Siège : Prairie du Chien
- Dane - Siège : Madison
- Dodge - Siège : Juneau
- Door - Siège : Sturgeon Bay
- Douglas - Siège : Superior
- Dunn - Siège : Menomonie
- Eau Claire - Siège : Eau Claire
- Florence - Siège : Florence
- Fond du Lac - Siège : Fond du Lac
- Forest - Siège : Crandon
- Grant - Siège : Lancaster
- Green - Siège : Monroe
- Green Lake - Siège : Green Lake
- Iowa - Siège : Dodgeville
- Iron - Siège : Hurley
- Jackson - Siège : Black River Falls
- Jefferson - Siège : Jefferson
- Juneau - Siège : Mauston
- Kenosha - Siège : Kenosha
- Kewaunee - Siège : Kewaunee
- La Crosse - Siège : La Crosse
- Lafayette - Siège : Darlington
- Langlade - Siège : Antigo
- Lincoln - Siège : Merrill
- Manitowoc - Siège : Manitowoc
- Marathon - Siège : Wausau
- Marinette - Siège : Marinette
- Marquette - Siège : Montello
- Menominee - Siège : Keshena
- Milwaukee - Siège : Milwaukee
- Monroe - Siège : Sparta
- Oconto - Siège : Oconto
- Oneida - Siège : Rhinelander
- Outagamie - Siège : Appleton
- Ozaukee - Siège : Port Washington
- Pepin - Siège : Durand
- Pierce - Siège : Ellsworth
- Polk - Siège : Balsam Lake
- Portage - Siège : Stevens Point
- Price - Siège : Phillips
- Racine - Siège : Racine
- Richland - Siège : Richland Center
- Rock - Siège : Janesville
- Rusk - Siège : Ladysmith
- Sainte-Croix - Siège : Hudson
- Sauk - Siège : Baraboo
- Sawyer - Siège : Hayward
- Shawano - Siège : Shawano
- Sheboygan - Siège : Sheboygan
- Taylor - Siège : Medford
- Trempealeau - Siège : Whitehall
- Vernon - Siège : Viroqua
- Vilas - Siège : Eagle River
- Walworth - Siège : Elkhorn
- Washburn - Siège : Shell Lake
- Washington - Siège : West Bend
- Waukesha - Siège : Waukesha
- Waupaca - Siège : Waupaca
- Waushara - Siège : Wautoma
- Winnebago - Siège : Oshkosh
- Wood - Siège : Wisconsin Rapids